# Mausoleo dei Plauzi
Il Mausoleo dei Plauzi (o Mausoleo dei Plautii), nei pressi di Tivoli, è una tomba monumentale databile ai primissimi anni del I secolo d.C. destinata ad ospitare i membri della ricca e influente famiglia romana dei Plauzi. L’iscrizione più antica ricorda infatti Marco Plauzio Silvano, console nel 2 a.C. con l’imperatore Augusto.

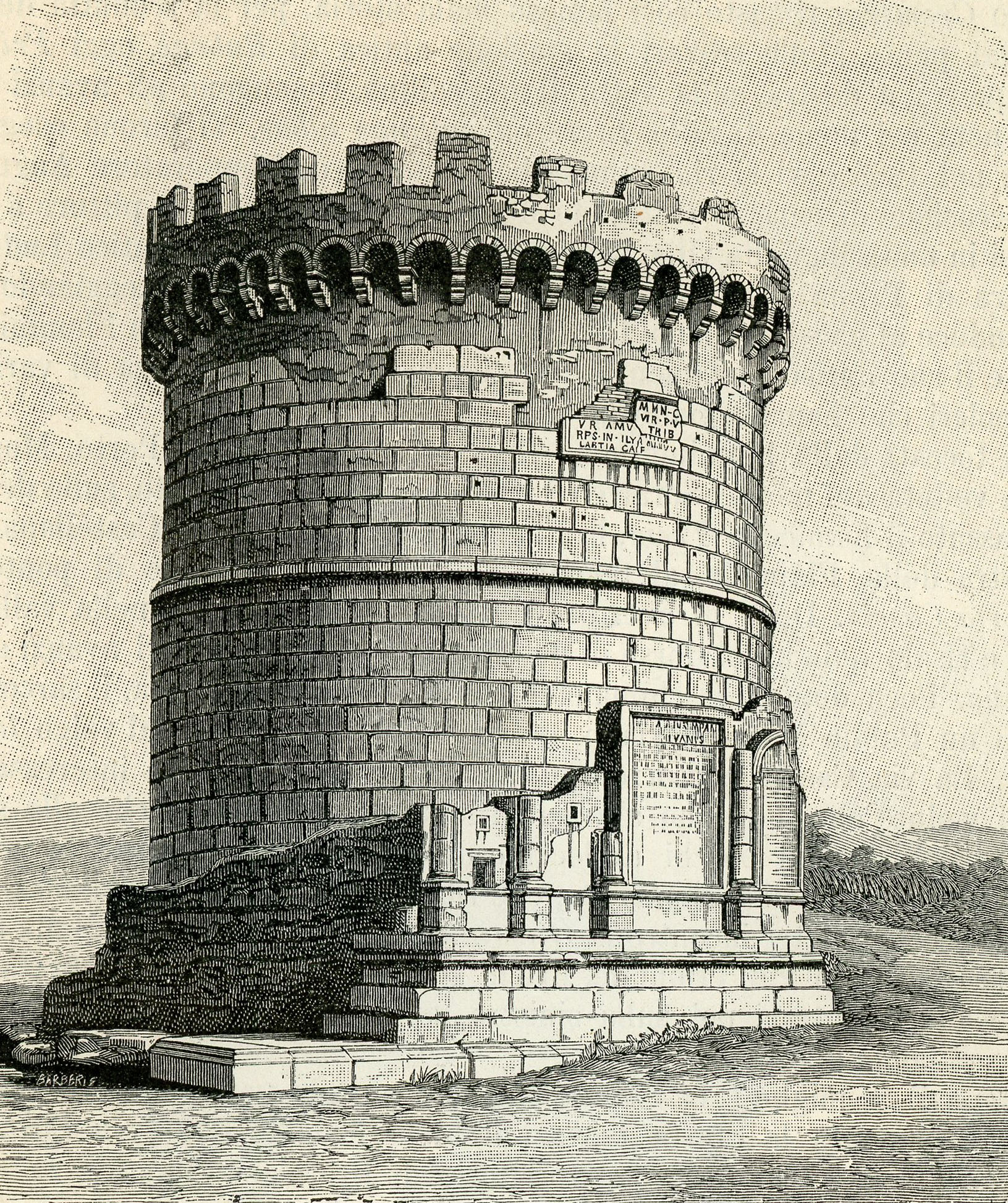
Il mausoleo in un'incisione di fine 1800.

A conferma dell'importanza della famiglia, la prima moglie dell'imperatore Claudio fu Plautia Urgulanilla. Conservatosi grazie al fatto di essere stato utilizzato anche dai discendenti dei primi Plauzi, il mausoleo era costituito in origine da un alto cilindro, sormontato da una cupola e poggiante su una base quadrata, tutto  rivestito in travertino, con una struttura simile alla tomba di Cecilia Metella. Oggi ha oggi un aspetto profondamente mutato rispetto all’antichità per il fatto di essere stato svuotato all'interno e trasformato nel Quattrocento in una torre merlata, a protezione del passaggio sul vicino Ponte Lucano sull’Aniene.
Dopo un periodo di abbandono e successivi grandi lavori di restauro il mausoleo è ora nella disponibilità dell’Istituto Villa Adriana e Villa d’Este (MiC).

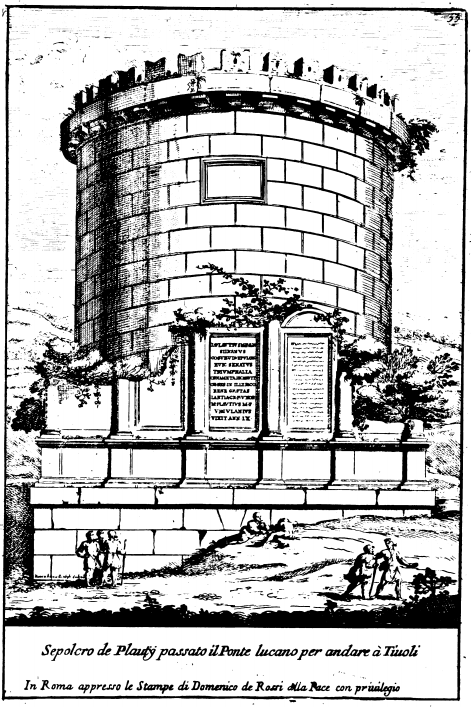
Stampa del 1768 raffigurante il Mausoleo dei Plautii

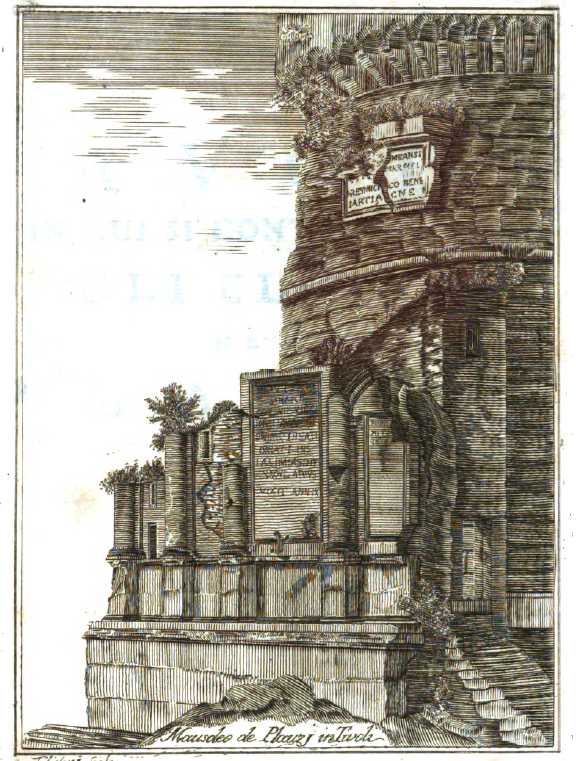
Stampa raffigurante il mausoleo - 1784

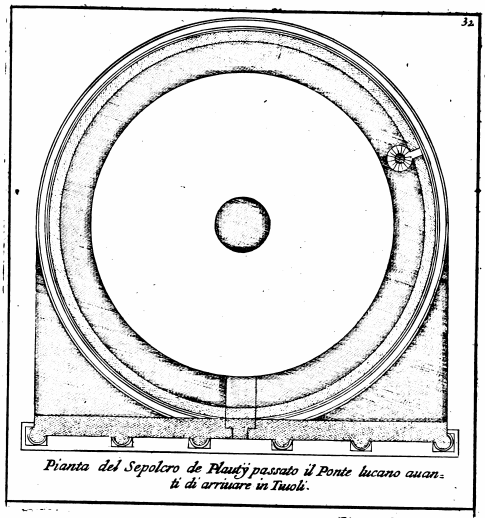
Vista in pianta del Mausoleo dei Plautii

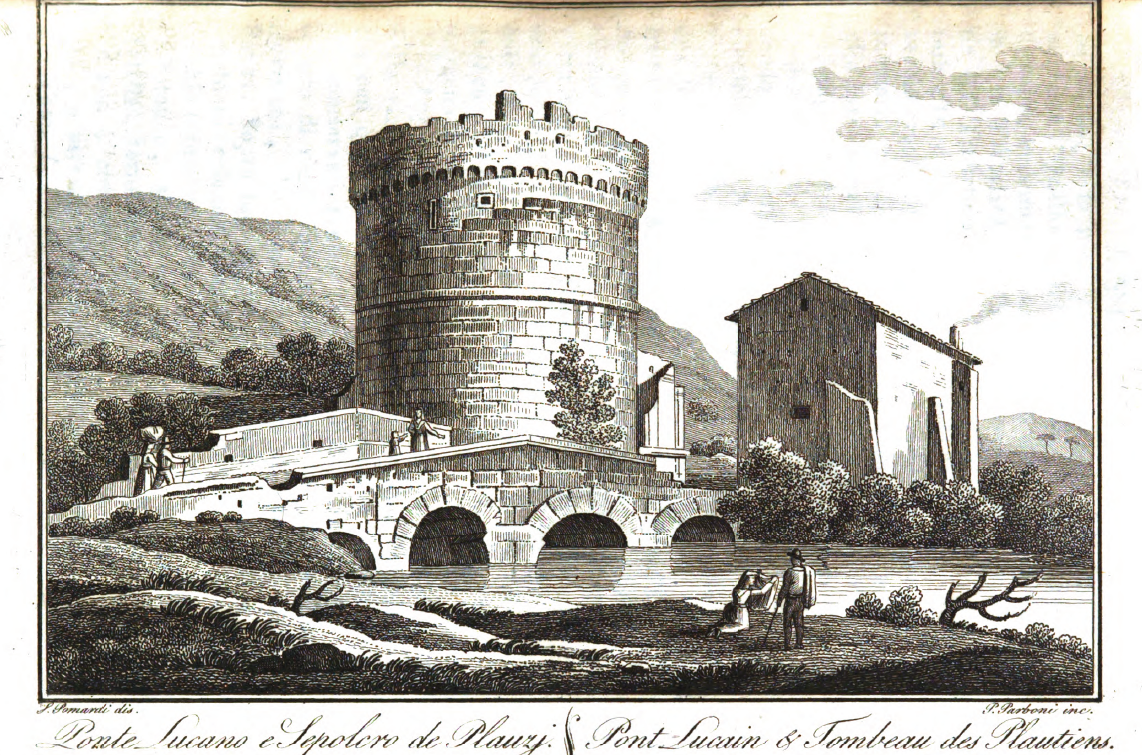
Mausoleo di Plautio, stampa del 1819

## Le iscrizioni
Accanto al mausoleo sono visibili due grosse lastre in marmo recanti due iscrizioni. Una terza iscrizione, più piccola, si trova incastonata nella parte alta del mausoleo, mentre una quarta è andata oggi perduta, ma ci è stata tramandata dagli scritti di Grutero,  Poggioli, Nibby, Viola, che a sua volta afferma essere citata da Pichio, Redi, Antonio Agostino, Scaligero, Mazzocchi, Cudio e Desanctis. Alcune di queste fonti citano ripetutamente Grutero come fonte della trascrizione dell'iscrizione mancante.

### Prima iscrizione
La prima iscrizione recita:

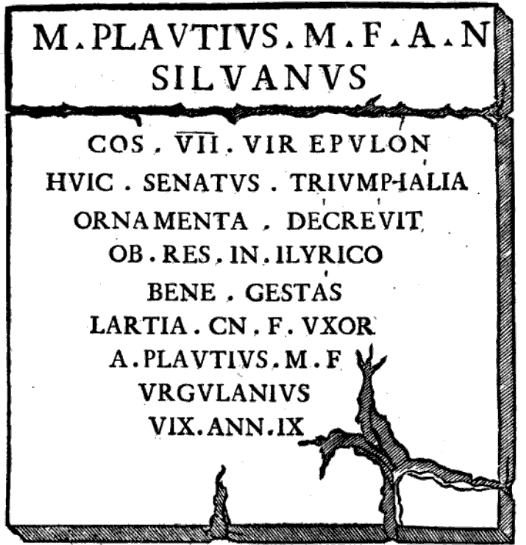
Tavola 1 - Mausoleo dei Plautii

M Plautius M F A N / Silvanus / Cos VII vir Epulon / huic senatus triumphalia / ornamenta decrevit / ob res in Ilyrico / bene gestas / Lartia CN F Uxor / A Plautius M F / Urgulanius / vixit ann IX.
È inclusa nel Corpus Iscriptionum Latinarum (CIL XIV, 3606), ed è tipicamente scritta in forma compatta, fatta di abbreviazioni; la sua versione estesa è:
M(arcus) Plautius M(arci) f(ilius) A(uli) n(epos) / Silvanus / co(n)s(ul) VII vir epulon(um) / huic senatus triumphalia / ornamenta decrevit ob / res in Il(l)yrico bene gestas / Lartia Cn(aei) f(ilia) uxor / A(ulus) Plautius M(arci) f(ilius) / Urgulanius / vixit ann(os) IX
La traduzione in italiano suona pressappoco come l'elenco delle persone ivi sepolte, con la descrizione di titoli e gradi di parentela:
- Marco Plauzio Silvano, figlio di Marco, nipote di Aulo: console, settemviro epulone, a cui il Senato decretò gli omamenti trionfali per la prospera impresa illirica.
- Larzia, figlia di Gneo: moglie.
- Aulo Plauzio Urgulanio: figlio di Marco, di nove anni.

### Seconda iscrizione

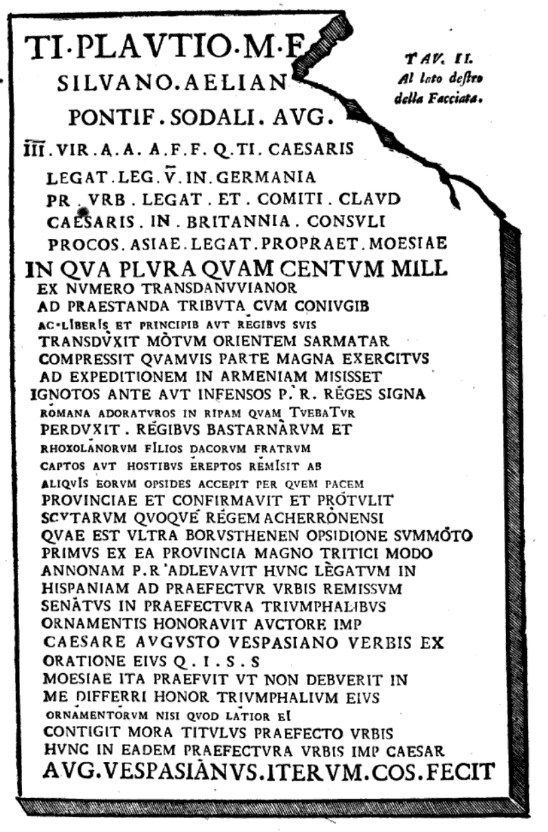
Tavola 2 - Mausoleo dei Plautii

La seconda iscrizione, un cui disegno che ne riporta integralmente il testo è visionabile a pag. 71 di "Dissertazioni" (p.98 del PDF), è molto più lunga e leggermente danneggiata, e recita
TI(berio) Plautio M(arci) F(ilio) / Silvano Aelian(o) / Pontif(ici) Sodali Aug(ustali) / III vir A(ere) A(uro) A(rgento) F(lando) F(eriundo) Q(uaestori) TI(berii) Caesaris / Legat( Leg(ionum) V in Germania / Pr(aetori) Urb(ano) , Legat(o) et Comiti CIaud(ii) / Caesaris in Britannia Consuli / Proco(n)s(uli) Asiae, Legat(o) Propraet(ori) Moesiae / in qua plura centum mill / ex numero Transdanuvianor(um) / ad praestanda tributa cum Coniugib(us) / ac liberis ac Principis aut Regibus suis / transduxit Motum orientem Sarmatar(um) / compressit quamvis parte magna exercitu / ad expeditionem in Armeniam misisset / Ignotos ante aut infensos P(opuli) R(omani) Reges Signa / Romana adoraturos in ripam quam tuebatur / perduxit. Regibus Bastarnarum et / Rhoxolanorum filios Dacorum Fratrum / captos aut hostibus ereptos remisit ab / aliquis eorum opsides accepit per quem pacem / provinciae et confirmavit et protulit / scytarum quoque regem acheronensi / quae est ultra borvstehnen opsidione summoto / primus ex ea provincia magno tritici modo / annonam P(opuli) R(omani) adlevavit hunc legatum in / Hispaniam ad praefectur urbis remissum / Senatus in Praefectura Triumphalibus / Ornamentis honoravit auctore Imp(eratore) / Caesare Augusto Vespasiano verbis ex / oratione eius Q(uae) I(nfra) S(cripta) S(unt) / Moesiae ita praefuit ut non debuerit in / me differri honor triumphalium eius / ornamentorum nisi quod latior ei / contigit mora titulus Praefecto Urbis / Hunc in eadem Praefectura Urbis Imp(erator) Caesar / Aug(ustus) Vespasianus iterum co(n)s(ul) fecit.
La spiegazione riga per riga di questa lunga iscrizione si può trovare nel Capitolo V di "Dissertazioni" (da p.40), dove l'autore suddivide l'iscrizione in 3 parti:
La nostra tavola non in bronzo ma incisa in pietra contiene anch'essa un vero Indice di cui tre sono le Parti:
- La prima enumera dopo i nomi e le note di consanguinità le dignità e cariche di questo Plauzio.
- Epiloga[20] la seconda le di lui gesta mentre era legato propretor nella Mesia.
- Finalmente la terza rammenta le ricompense che egli ne ottenne e l'elogio fattogli nel Senato dall'Augusto Vespasiano,

Insomma è questa tavola un epilogo ben sugoso di tutta la vita pubblica di Tiberio Plauzio Silvano Eliano, la quale secondo l'ordine già divisato vado brevemente a esporre".

### Terza iscrizione
La terza iscrizione presenta un testo simile a quello riportato negli altri due (vedi figura).

### Quarta iscrizione
La quarta iscrizione (v. figura) è andata ormai perduta, ma ci è stata tramandata dagli scritti di Grutero,  Poggioli, Nibby, Viola, che a sua volta afferma essere citata da Pichio, Redi, Antonio Agostino, Scaligero, Mazzocchi, Cudio e Desanctis. Alcune di queste fonti citano ripetutamente Grutero come fonte della trascrizione dell'iscrizione mancante.

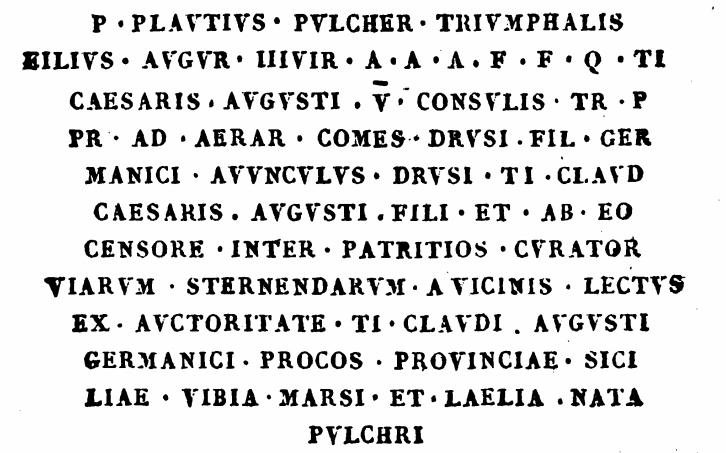
Quarta iscrizione del mausoleo dei plautii

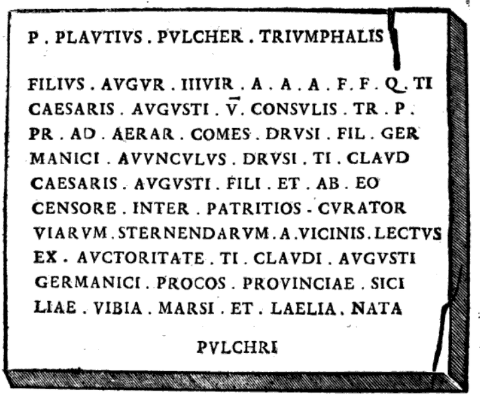
Tavola 3 - Mausoleo dei Plautii

## Fonti storiche
- Guida metodica di Roma e suoi contorni: divisa in quattro parti che contengono, ...[22] - 1840
- Nuova Guida Metodica di Roma e suoi contorni: Volume unico, diviso in tre parti[10] - 1834
- Nuova Guida Metodica di Roma e suoi contorni divisa in quattro parti[23] - 1836
- Atti e memorie della Società Tiburtina di Storia e d'Arte già Accademia degli Agevoli e colonia degli Arcadi Sibillini[24]
- Dissertazioni sopra la villa d'Orazio Flacco,  Il mausoleo de' Plauzj, Antino città municipio ne' Marsi[9] (con molte pagine di spiegazione della prima iscrizione, riga per riga).
- Découverte de la maison de campagne d'Horace ("Scoperta della villa di campagna di Orazio"), dell'abate Bertrand Capmartin de Chaupy, 1767[25]
- Gli antichi sepolcri, ovvero mausolei romani, ed etruschi (etc.)[26] (illustrazioni 32 e 33)
- Gli antichi sepolcri, overo mausolei romani, et etruschi, trovati in Roma & in altri luoghi celebri nelli quali si contengono molte erudite Memorie,  Raccolti disegnati e intagliati da Pietro Santi Bartoli[27]